# Rat der Religionen

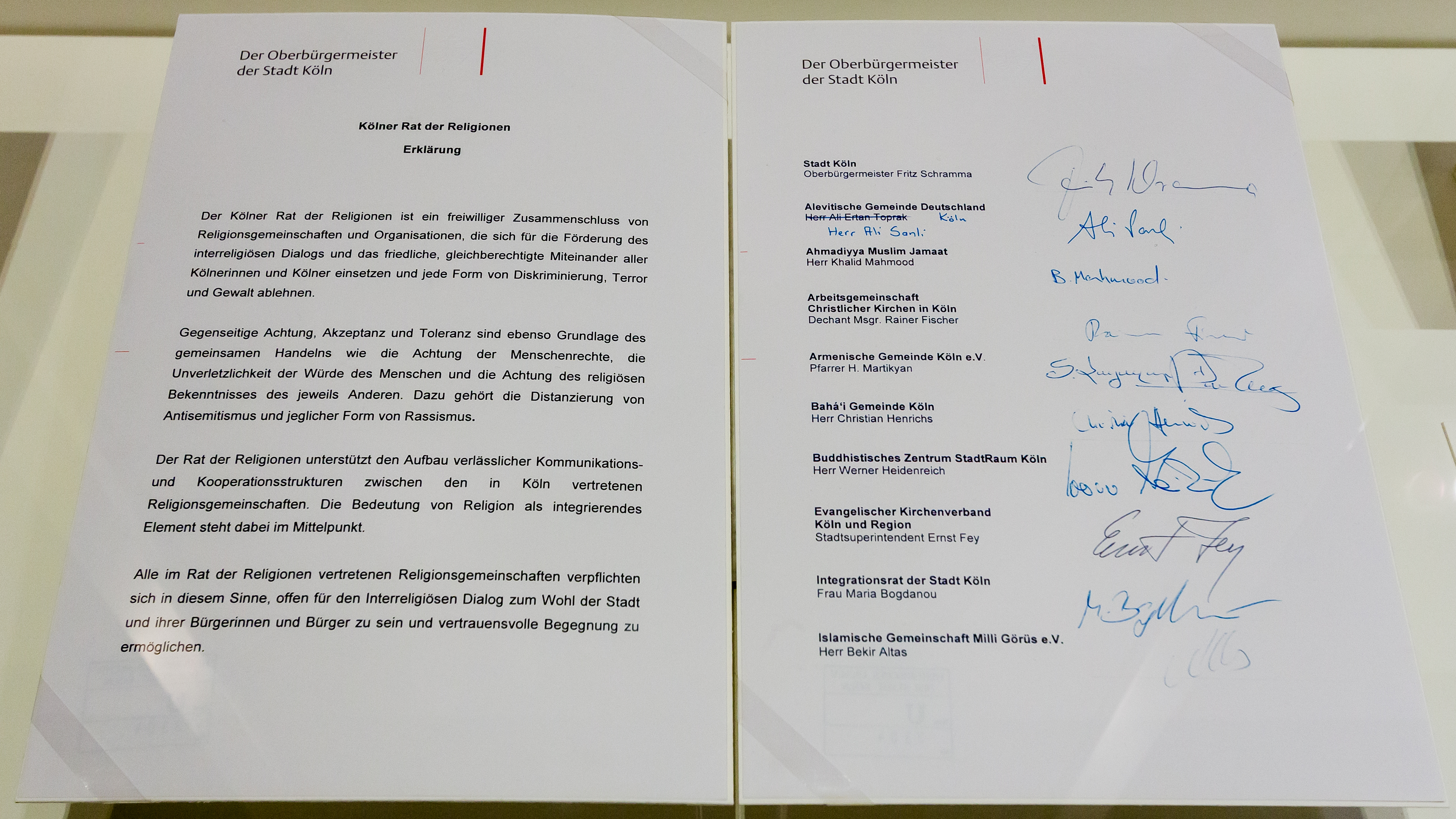
Erklärung des Rates der Religionen Köln, 2007

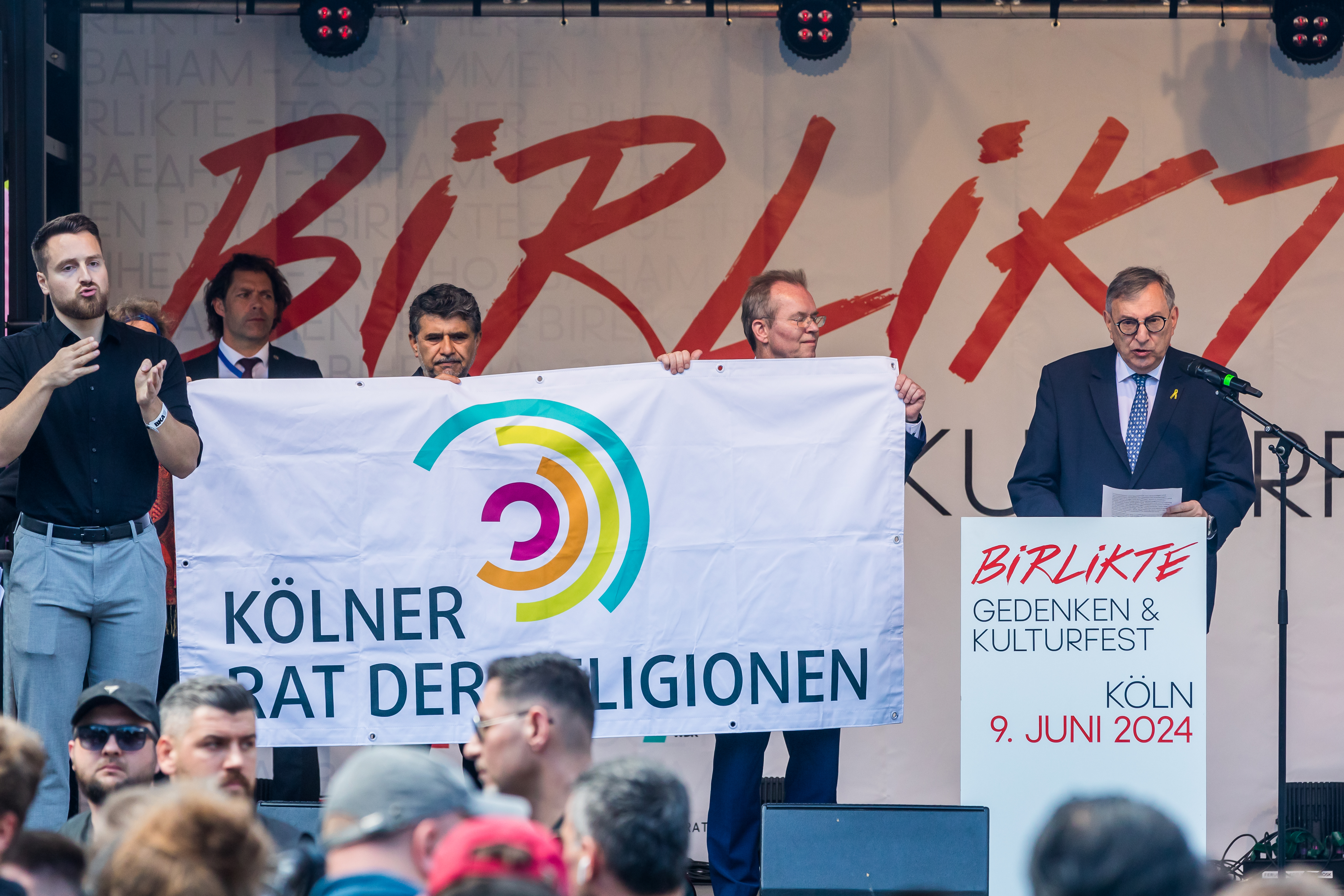
Abraham Lehrer, Vorsitzender der Synagogen-Gemeinde Köln, spricht für den Kölner Rat der Religionen auf der Gedenkveranstaltung Birlikte 2024

Als Rat der Religionen bezeichnen sich örtliche Institutionen des interreligiösen Dialogs, in denen die verschiedensten Religionsgemeinschaften zum Dialog und zur Verabredung von gemeinsamen Aktionen zusammenkommen. 
So beschreibt beispielsweise der Rat der Religionen in Frankfurt am Main sich selbst:

„Der Rat der Religionen Frankfurt fördert den Dialog zwischen den Religionsgemeinschaften und der Stadtgesellschaft – und nimmt aus einer religiösen Sicht Stellung zu gesellschaftlichen und politischen Themen der Stadt Frankfurt.“

Solche Institutionen mit dem Namen „Rat der Religionen“ gibt es in:
- Bonn
- Frankfurt am Main[1]
- Gießen
- Hannover[2]
- Hildesheim
- Kassel[3]
- Köln[4]
- Leverkusen
- München[5]
- Nürnberg[6]
- Odenwald
- Pforzheim[7]
- Sinsheim[8]
- Stuttgart, der von Oberbürgermeister Wolfgang Schuster initiierte Runde Tisch der Religionen in Stuttgart bzw. seine Nachfolgeinstitution Rat der Religionen Stuttgart[9]
- Ulm[10]

Sich als „Runder Tisch der Religionen“ bezeichnende Vereinigungen gibt es in:
- Fulda
- Göttingen (nur "der Religionen Abrahams")
- Hanau
- Iserlohn
- Marburg
- Osnabrück
- Siegen
- Wuppertal

Auch der Name „Interreligiöser Dialog“ wird verwendet:
- Heidelberg[11]

Der Frankfurter Rat der Religionen führt noch weitere interreligiöse Initiativen teils regionaler, teils überregionaler und republikweiter Wirkungskreise auf. Eine der bekanntesten ist der von Franz Brendle initiierte „Runde Tisch der Religionen in Deutschland“ auf Bundesebene, der seit 1998 auch Stellungnahmen zu aktuellen gesellschaftlichen Fragen veröffentlicht.
2018 wurde der Bundeskongress der Räte der Religionen gegründet, der sich für den kommunalen Dialog der Religionsgemeinschaften einsetzt.